# Radical 121
Le radical 121, qui signifie le bocal, est un des 29 des 214 radicaux chinois répertoriés dans le dictionnaire de Kangxi composés de six traits.
Le caractère Unicode de 缶 est 7F36.

## Caractères avec le radical 121
| nombre de traits          | caractères |
| ------------------------- | ---------- |
| Sans trait supplémentaire | 缶         |
| 2 traits supplémentaires  | 缷         |
| 3 traits supplémentaires  | 缸         |
| 4 traits supplémentaires  | 缹 缺 缼   |
| 5 traits supplémentaires  | 缻 缽      |
| 6 traits supplémentaires  | 缾 缿 罀   |
| 8 traits supplémentaires  | 罁 罂      |
| 10 traits supplémentaires | 罃         |
| 11 traits supplémentaires | 罄 罅 罆   |
| 12 traits supplémentaires | 罇 罈 罉   |
| 13 traits supplémentaires | 罊 罋      |
| 14 traits supplémentaires | 罌         |
| 15 traits supplémentaires | 罍         |
| 16 traits supplémentaires | 罎 罏      |
| 18 traits supplémentaires | 罐         |